# Кивийоки (приток Шурийоки)
Кивийоки — река в России, протекает по Лоухскому району Карелии.

## Общие сведения
Вытекает из безымянного озера на высоте 212,3 м над уровнем моря, в верхнем течении принимает приток из нескольких озёр, включая озеро Кивиярви. В среднем течении пересекает дорогу Калевала — Тунгозеро и принимает левый приток — Хилипяййоки, вытекающий из озера Хилипяйярви. Устье реки находится в 11 км по правому берегу реки Шурийоки. Длина реки составляет 21 км.

## Данные водного реестра
По данным государственного водного реестра России относится к Баренцево-Беломорскому бассейновому округу, водохозяйственный участок реки — Ковда от истока до Кумского гидроузла, включая озёра Пяозеро, Топозеро. Речной бассейн реки — бассейны рек Кольского полуострова и Карелии, впадает в Белое море.

## Галерея

Кивийоки
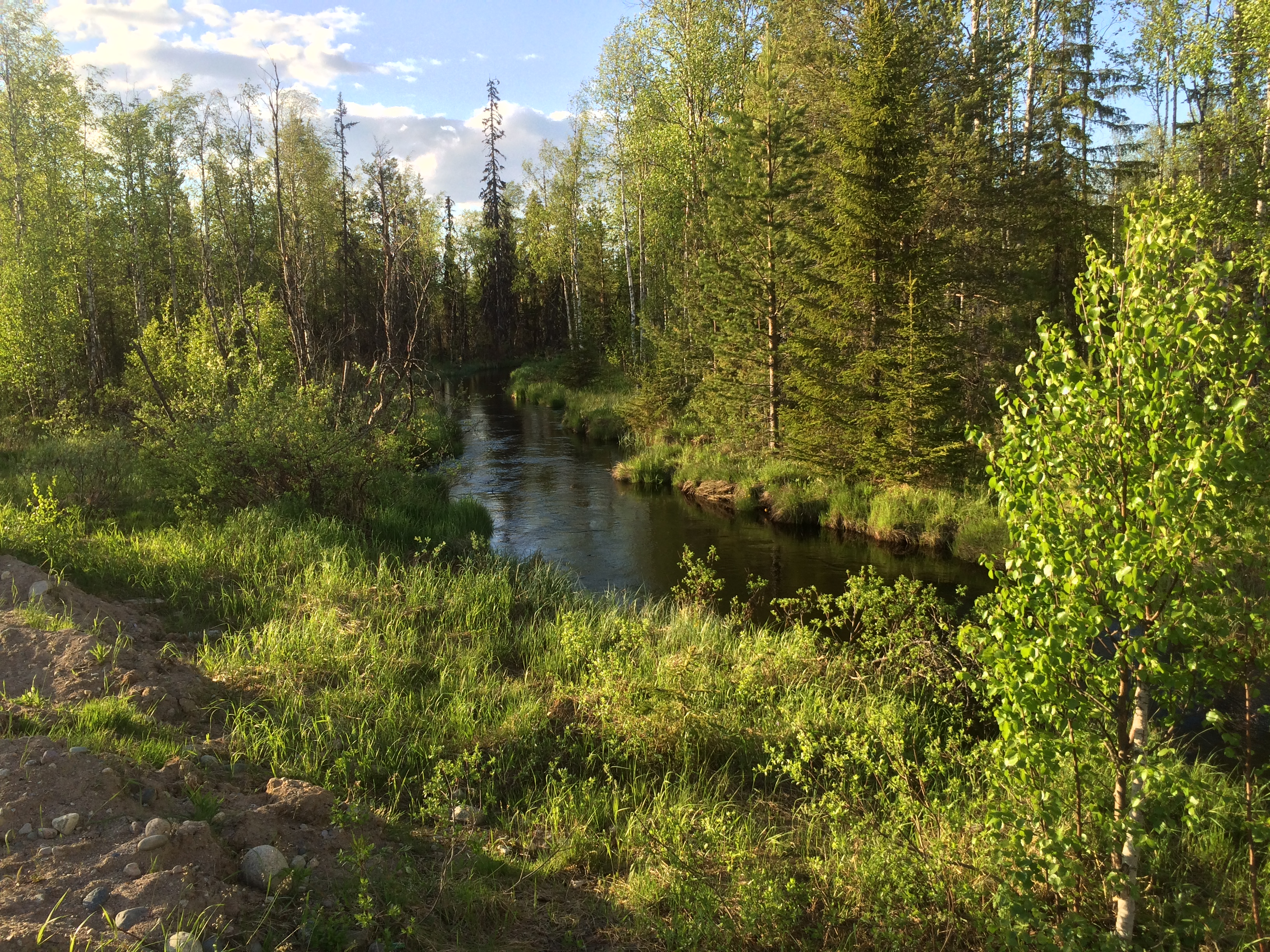
Вид против течения
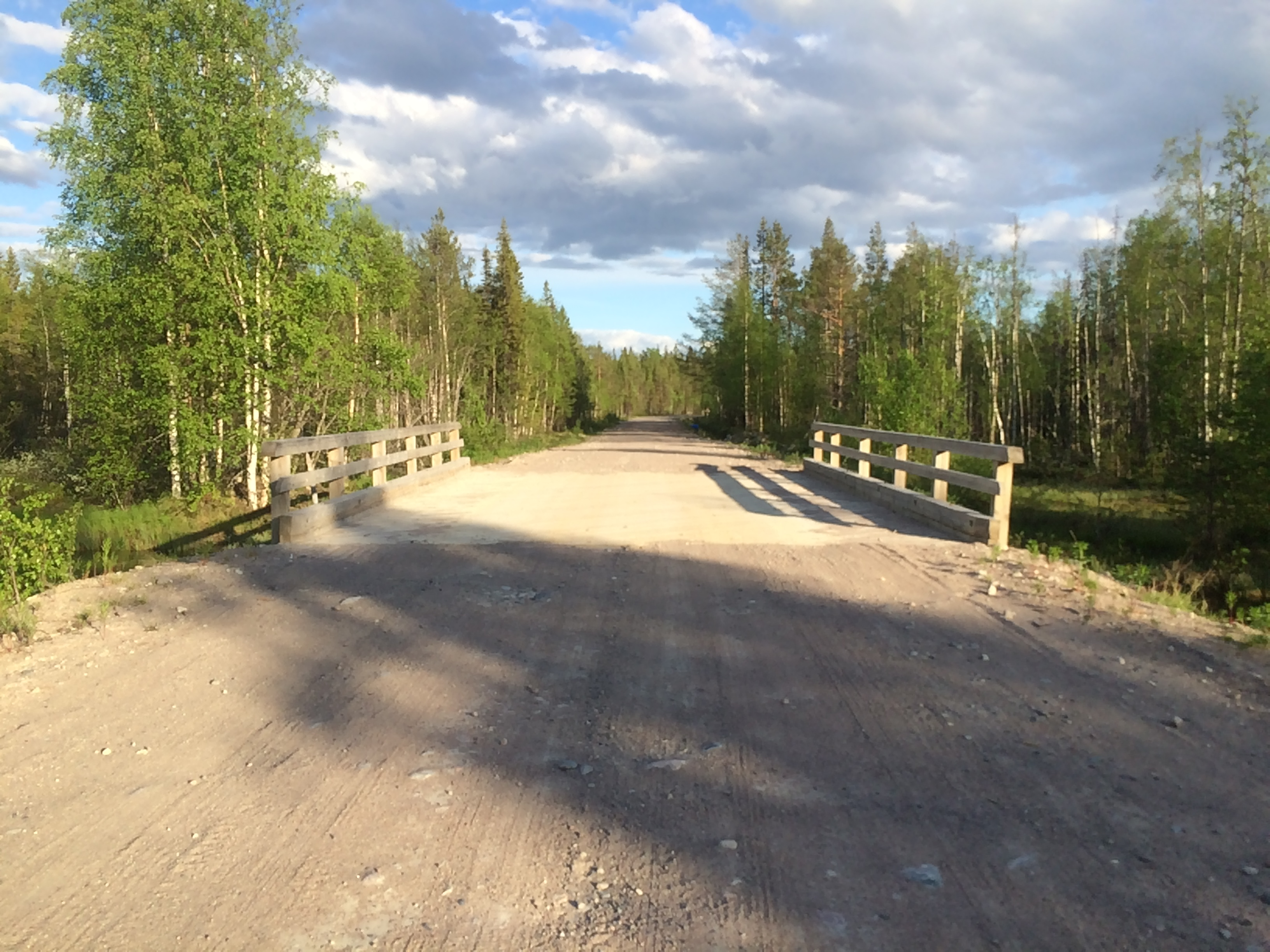
Автомобильный мост через Кивийоки

Код объекта в государственном водном реестре — 02020000412102000000321.